# 東京都立江東工業高等学校
東京都立江東工業高等学校（とうきょうとりつ こうとうこうぎょうこうとうがっこう）は、かつて東京都江東区にあった都立工業高等学校。

## 概要
- 1941年 に東京市立城東工業学校として創設[1]。
- 2001年3月に閉校し、東京都立科学技術高等学校に校地が承継されている。
- 都立科学技術高校は校地が承継されているものの、江東工業高校と東京都立化学工業高等学校が合併して新設された高校と扱われており[2]、同校との歴史的つながりを持たない。
- 江東工業高校の学籍事務は、東京都立科学技術高等学校が取り扱っている[3]。